# Campionati europei di atletica leggera 2016 - 5000 metri piani maschili
La specialità dei 5000 metri piani maschili ai campionati europei di atletica leggera di Amsterdam 2016 si è svolta il 10 luglio 2018 all'Olympisch Stadion.

## Programma
| Data           | Ora   | Evento |
| -------------- | ----- | ------ |
| 10 luglio 2016 | 18:10 | Finale |

Ora locale (UTC+2)

## Risultati

### Finale
La corsa è stata vinta dallo spagnolo Ilias Fifa.
| Class   | Nome                | Nazione       | Tempo    | Note                                     |
| ------- | ------------------- | ------------- | -------- | ---------------------------------------- |
| Oro     | Ilias Fifa          | Spagna        | 13:40.85 |                                          |
| Argento | Adel Mechaal        | Spagna        | 13:40.85 |                                          |
| Bronzo  | Richard Ringer      | Germania      | 13:40.85 | Miglior prestazione personale stagionale |
| 4       | Henrik Ingebrigtsen | Norvegia      | 13:40.86 |                                          |
| 5       | Mourad Amdouni      | Francia       | 13:40.94 |                                          |
| 6       | Hayle İbrahimov     | Azerbaigian   | 13:42.20 |                                          |
| 7       | Florian Orth        | Germania      | 13:45.40 |                                          |
| 8       | Yemaneberhan Crippa | Italia        | 13:46.30 |                                          |
| 9       | Aras Kaya           | Turchia       | 13:47.42 |                                          |
| 10      | Martin Sperlich     | Germania      | 13:48.81 |                                          |
| dq      | Jamel Chatbi        | Italia        | 13:49.93 |                                          |
| 11      | Dennis Licht        | Paesi Bassi   | 13:54.21 |                                          |
| 12      | Jonathan Taylor     | Gran Bretagna | 13:55.20 |                                          |
| 13      | Carlos Mayo         | Spagna        | 13:58.22 |                                          |
| 14      | Brenton Rowe        | Austria       | 13:58.96 |                                          |
| 15      | Jonny Davies        | Gran Bretagna | 14:04.13 |                                          |
| 16      | Kevin Batt          | Irlanda       | 14:20.50 |                                          |
| 17      | Sindre Buraas       | Norvegia      | 14:26.05 |                                          |
| 18      | Mykola Nyzhnyk      | Ucraina       | 14:28.24 |                                          |
| -       | Ali Kaya            | Turchia       | dns      |                                          |